# Purpursolfågel
Purpursolfågel (Cinnyris asiaticus) är en asiatisk fågel i familjen solfåglar inom ordningen tättingar. Den är vida spridd från Arabiska halvön österut till Indokina. IUCN kategoriserar den som livskraftig.

## Utseende
Purpursolfågeln är en mycket liten fågel, endast tio centimeter lång, med kort stjärt och en smal, nedåtböjd näbb. Hanen är i häckningsdräkt helt glänsande purpurfärgad medan honan är enhetligt gulaktig under, gråbrun ovan samt i ansiktet en mörkare ögonmask och ett svagt ögonbrynsstreck. Utanför häckningstid antar hanen en eklipsdräkt lik honans men lite purpurnyans på strupen samt på axillarerna.

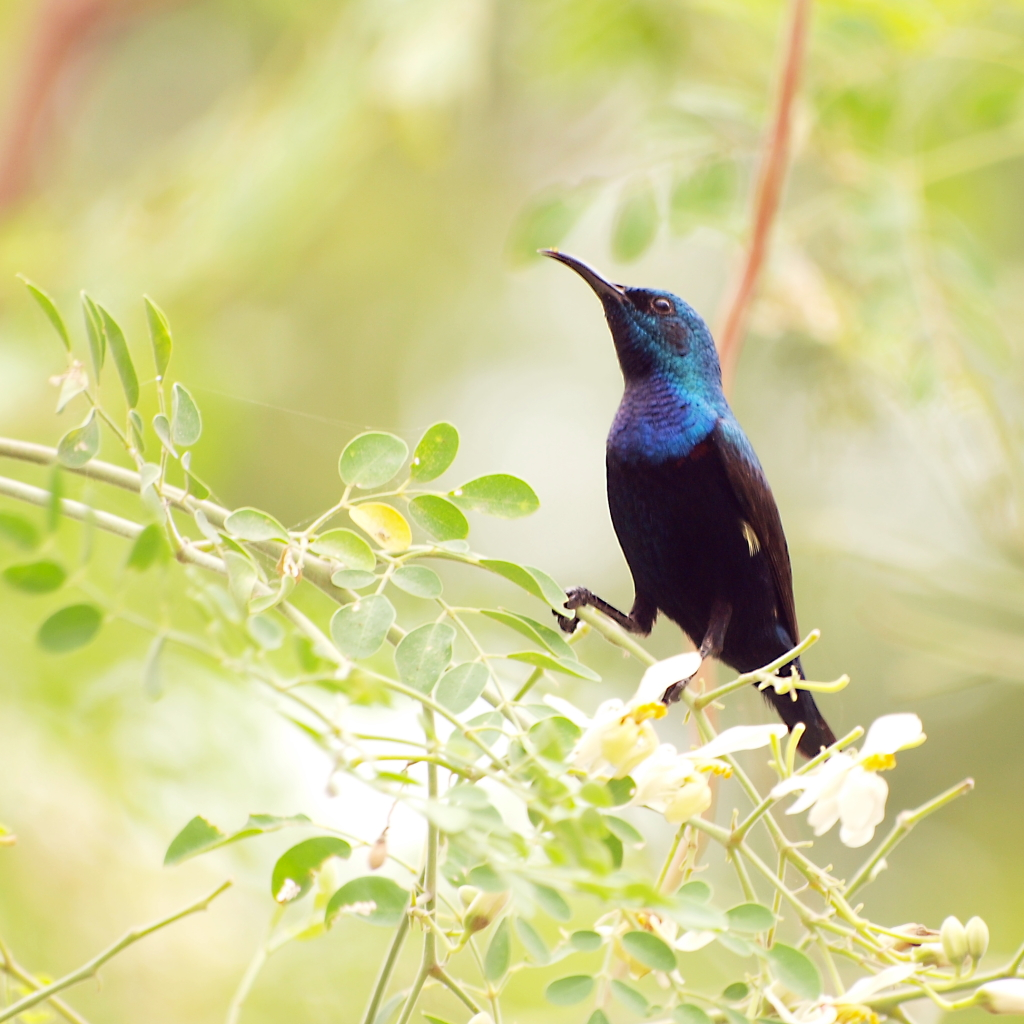
Hane.

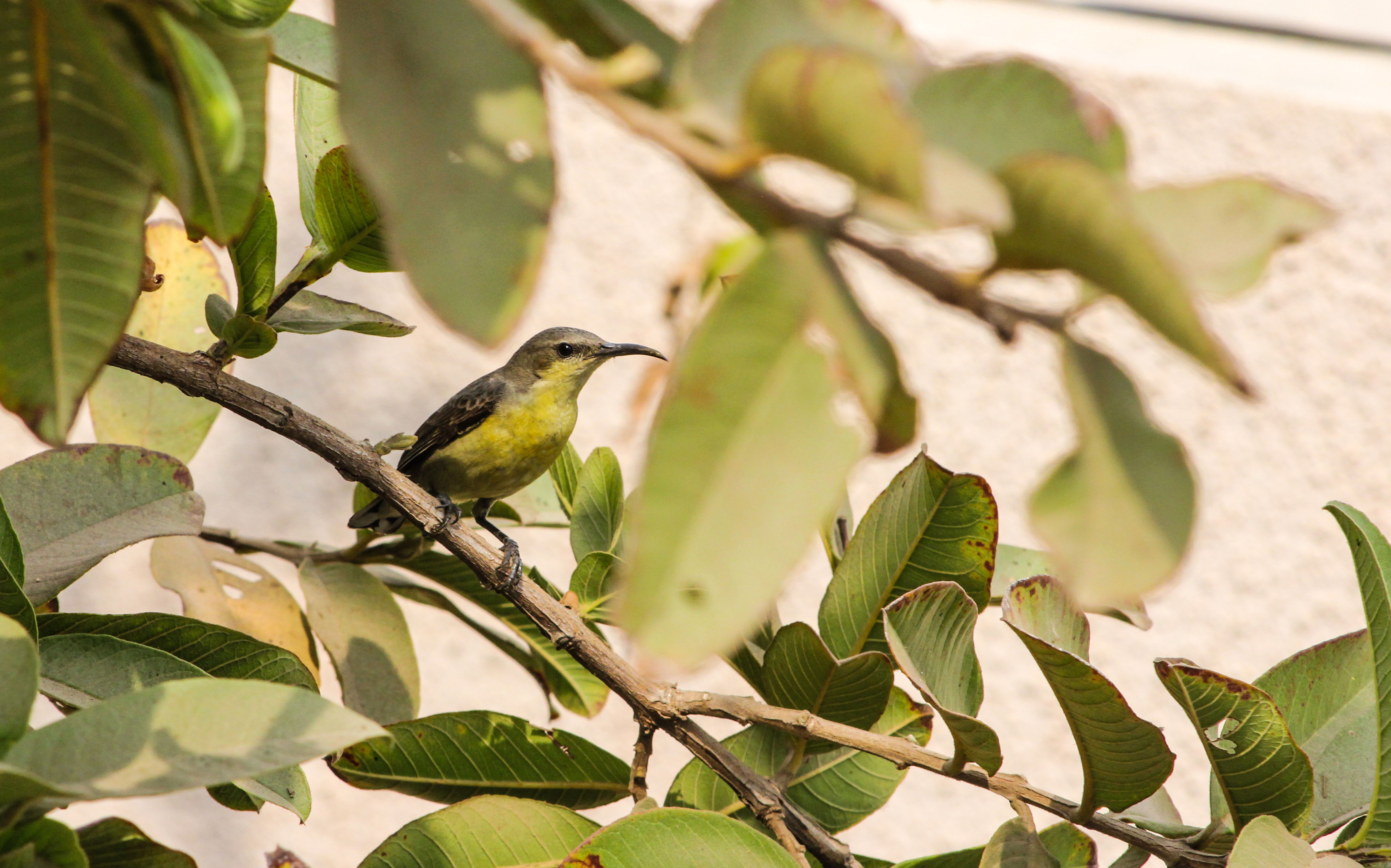
Hona.

## Utbredning och systematik
Purpursolfågeln förekommer i ett vidsträckt område från Arabiska halvön till Indokina. Den delas upp i tre underarter med följande utbredning:
- Cinnyris asiaticus brevirostris – nordöstra Arabiska halvön och sydöstra Iran till Afghanistan, Pakistan och norra Indien
- Cinnyris asiaticus asiaticus – Indien och Sri Lanka
- Cinnyris asiaticus intermedius – Bangladesh till Assam, Myanmar, Thailand och Indokina

## Levnadssätt
Purpursolfågeln hittas i trädgårdar, jordbruksområden och skogar. Den ses i par som vanligen födosöker efter nektar, men kan också ta insekter.

## Status och hot
Arten har ett stort utbredningsområde och en stor population med stabil utveckling som inte tros vara utsatt för något substantiellt hot. Utifrån dessa kriterier kategoriserar internationella naturvårdsunionen IUCN arten som livskraftig (LC). Världspopulationen har inte uppskattats men den beskrivs som genomgående vanligt förekommande, dock sällsynt och lokal i Bhutan.